# Politica della Turchia
La politica della Turchia si svolge nel quadro di una repubblica costituzionale e di un sistema presidenziale.
Sono state approvate importanti revisioni costituzionali dall'Assemblea Nazionale il 21 gennaio 2017 e approvate con referendum il 16 aprile 2017. Le riforme hanno abolito la carica di Primo Ministro e designato il Presidente sia come capo di Stato che di governo, trasformando di fatto la Turchia da un regime parlamentare a un regime presidenziale.
Il suffragio è universale per i cittadini dai 18 anni in su.

## Politica interna
La Turchia è de iure una repubblica democratica rappresentativa presidenziale.

### Separazione dei poteri

#### Potere legislativo

Emblema della Grande Assemblea Nazionale Turca

Il potere legislativo è affidato alla Grande Assemblea Nazionale Turca (in turco: Türkiye Büyük Millet Meclisi), che discute e adotta i progetti di legge di bilancio, dichiara guerra, approva trattati, proclama l'amnistia e la grazia e ha il potere di impeachment, con il quale può rimuovere i membri in carica del governo.

#### Potere esecutivo
Il potere esecutivo è affidato al presidente, che è il comandante in capo dell'esercito, detiene il diritto di veto, può emanare decreti presidenziali su questioni riguardanti il potere esecutivo e nomina i membri del Gabinetto e altri funzionari.

#### Potere giudiziario
Il potere giudiziario è indipendente. Le quattro organizzazioni che sono descritte dalla Costituzione come tribunali supremi sono: Corte costituzionale, Corte di Cassazione, Consiglio di Stato e la Corte delle controversie giurisdizionali. I giudici della Corte costituzionale sono nominati dal presidente e dal parlamento.
La libertà e l'indipendenza del sistema giudiziario sono tutelate dalla costituzione. Non vi è alcuna organizzazione, persona o istituzione che possa interferire nel funzionamento dei tribunali.
Le strutture esecutive e legislative devono attenersi alle decisioni dei tribunali. I tribunali, che sono indipendenti nell'esercizio delle loro funzioni, devono motivare ogni sentenza sulla base delle disposizioni della Costituzione, delle leggi e della giurisprudenza.
Nei tribunali turchi, privi di giuria, i giudici prendono decisioni dopo aver stabilito i fatti in ciascun caso sulla base delle prove presentate da avvocati e pubblici ministeri. Ai giudici di pace è affidata la giurisdizione sui reati minori, con sanzioni che vanno da piccole multe a brevi pene detentive. I tribunali di primo grado hanno giurisdizione sulle principali cause civili e sui crimini gravi. Qualsiasi condanna in un procedimento penale può essere portata in una corte d'appello per il controllo giurisdizionale.

### Costituzione
L'attuale costituzione è stata adottata il 7 novembre 1982 dopo un referendum costituzionale. Si basa cumulativamente sui principi di:
- Kemalismo
- Secolarismo
- Modernizzazione

### Partiti politici ed elezioni
La Turchia ha un sistema multipartitico.
La maggior parte dei partiti politici tradizionali si basano alternativamente sui seguenti principi:
- Nazionalismo
- Conservatorismo
- Kemalismo
- Decentramento
- Neoliberismo
- Panturchismo
- Erdoganismo

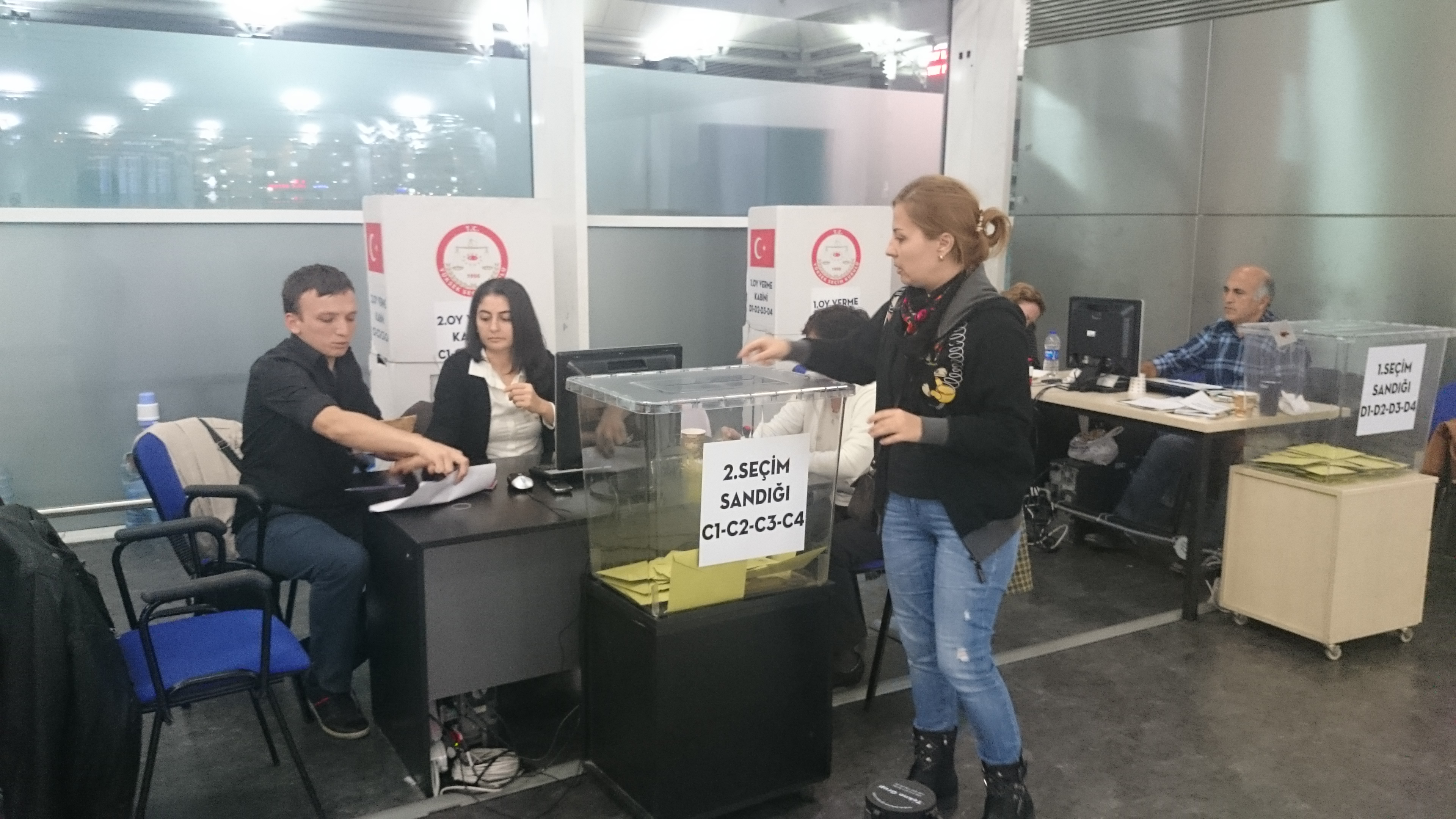
Una donna che vota durante le elezioni del 2015

Ogni cittadino turco che abbia compiuto 18 anni ha il diritto di votare e di candidarsi alle elezioni. Il suffragio universale per entrambi i sessi è stato applicato in tutta la Turchia dal 1934.
Le elezioni in Turchia si svolgono per sei funzioni di governo: elezioni presidenziali, elezioni parlamentari, sindaci dei comuni, sindaci distrettuali, membri del consiglio provinciale o municipale e dei muhtar.
Oltre alle elezioni, si tengono occasionalmente anche referendum. Per proporre un referendum sugli emendamenti costituzionali è necessaria prima la maggioranza assoluta (tre quinti dei voti) in parlamento. Questi tipi di referendum sono vincolanti.

### Amministrazione
Il sistema politico della Turchia è altamente centralizzato. Tuttavia, in quanto Stato membro del Consiglio d'Europa, la Turchia ha l'obbligo di attuare la Carta europea dell'autonomia locale. Nella sua relazione del 2011, il Comitato di sorveglianza del Consiglio d'Europa ha riscontrato gravi carenze nella sua attuazione, in particolare la tutela amministrativa e il divieto dell'uso di lingue diverse dal turco in luoghi pubblici.

## Politica Estera
Durante la Guerra Fredda, il più importante alleato della Turchia furono gli Stati Uniti, che hanno condiviso l'interesse della Turchia nel contenere l'espansione sovietica.  A sostegno degli Stati Uniti, la Turchia ha contribuito con personale alle forze dell'ONU nella Guerra di Corea (1950-1953), è entrata a far parte della NATO nel 1952.
L'alleanza della Turchia con Israele durante il conflitto arabo-israeliano ha messo a dura prova le sue relazioni con il mondo arabo e l'Iran.